# Volubilis
Volubilis (stgr. Οὐολουβιλίς, arab. ‏وليلي‎ Walili) – miasto starożytne w zachodniej Mauretanii. Obecnie stanowisko archeologiczne w północnym Maroku, na przedmieściu Meknes (Ksar Faraoun), z zachowanym kompleksem ruin rzymskiego miasta – stolicy prowincji Mauretania Tingitana. W 1997 r. wpisane na listę światowego dziedzictwa UNESCO.

## Historia
Przeszłość tego miejsca jako mauretańskiej osady tubylczej sięga co najmniej IV stulecia p.n.e. Z III wieku p.n.e. pochodzą późniejsze ślady osadnictwa w postaci tabliczek zapisanych w języku punickim, świadczące o istnieniu lokalnej placówki handlowej (emporium) Kartagińczyków stopniowo kolonizujących śródziemnomorskie wybrzeża. Z czasem przekształciła się ona w ośrodek miejski zarządzany przez dorocznie wybieranych sufetów (według tradycji, która przetrwała aż do epoki cesarstwa jako świadectwo trwałego wpływu kultury punickiej). Na przełomie I w. p.n.e./I w. n.e. Volubilis, ufortyfikowane przez numidyjskiego władcę Jubę II, było ważnym miastem jego berberyjskiego królestwa. 
Po zajęciu w 45 n.e. Mauretanii przez Rzymian za panowania cesarza Klaudiusza, miasto, które zyskało status municypium, przeżywało okres największego rozwoju jako okazale rozbudowywana stolica prowincji Mauretanii Tingitańskiej. Usytuowane na wzgórzu, rozbudowywano je na planie prostokąta wokół nieregularnej zabudowy starego centrum z czasów hellenistycznych, otoczone murami o licznych wieżach, z monumentalną dzielnicą typową dla miast rzymskich. Dzięki położeniu na niezwykle żyznych ziemiach rozwijało się również okoliczne rolnictwo, eksportujące płody rolne (pszenicę, oliwki) i zwierzynę do stolicy imperium. Przez długi czas Volubilis stanowiło najodleglejszą i największą bazę rzymskiego panowania w północnej Afryce. Ten okres dobrobytu ze szczytem rozwoju pod koniec II wieku i na początku III, trwał co najmniej do końca tego stulecia, kiedy władza Rzymu zaczęła słabnąć, czego jawną oznaką było wycofanie miejscowego garnizonu wojskowego w 285 roku. W IV wieku rejon ten dodatkowo stał się nie tylko widownią krwawych zamieszek miejscowej ludności na tle religijnym, lecz także destrukcyjnego buntu Firmusa i Gilda, poprzedzającego niszczący najazd Wandalów w następnym stuleciu.    
Mimo to, wieloetniczna ludność z językiem łacińskim i chrześcijaństwo przetrwały aż do nadejścia islamu w VII wieku. W średniowiecznej relacji podróżniczej Leona Afrykańskiego (Cosmographia et geographia de Affrica) rzymskie Volubilis było już tylko opuszczonym miastem pod nazwą Walili lub Gwalili, położonym pomiędzy Fezem i Meknesem, którego mury obronne wciąż zachowały w obwodzie imponującą długość 6 mil italskich (ok. 11 km). W kolejnych stuleciach pozostałości Volublis pod rządami Arabów przetrwały do XVIII wieku i uległy silnej dewastacji, gdy sułtan Mulaj Ismail wykorzystał marmury antycznych budowli do rozbudowy nowej stolicy – Meknesu.

## Stanowisko archeologiczne
Na terenie dotychczasowych wykopalisk widoczne są ruiny kapitolu (świątyni państwowego kultu triady bóstw naczelnych), dużej trójnawowej bazyliki i łaźni przy forum oraz ciąg głównej ulicy (decumanus maximus) z trójprzelotową bramą i z triumfalnym łukiem cesarza Karakalli. W dalszych częściach rzymskiego miasta ocalały resztki świątyni Saturna, drugich term, siedziby miejscowych władz – tzw. pałacu Gordianów oraz zabudowań olejarni, gdzie wytłaczano przeznaczoną do handlu oliwę. Zachowały się również pozostałości murów obronnych z trzema bramami miejskimi (nazywanymi dziś Tangerską, Północną i Zachodnią) oraz wielu okazałych domów lokalnego patrycjatu. W ich pomieszczeniach odsłonięto liczne posadzkowe mozaiki. Odnaleziono też inne plastyczne obiekty, w tym rzeźby z brązu, przedstawiające m.in. portretowe popiersia Katona i króla Juby II.
Pole ruin dostępne jest od strony mniejszej bramy (południowo-wschodniej), wybudowanej w 168 n.e. jako łącznik z obozami zewnętrznymi powstałymi w okresie zamieszek ludów miejscowych. Przy niej znajduje się niewielkie muzeum mieszczące lapidarium z fragmentami rzeźb i ołtarzy (najwartościowsze znaleziska przeniesiono do muzeum w Rabacie). Na miejscu pozostawiono też ok. 30 mozaik. W rozplanowaniu odsłoniętych ulic i zabudowań przypominających średniowieczne miasta arabskie, orientację ułatwia wytyczony szlak zwiedzania. 
Miasto rzymskie położone jest na północny wschód od zachowanego bez istotnych zmian miasta z epoki hellenistycznej. Jego podzielone prostokątnie kwartały ciągną się wzdłuż głównej ulicy (decumanus maximus). Położone opodal, na południe od niej 
- forum – stanowi monumentalny łącznik pomiędzy dwiema odmiennymi częściami miasta. Po co najmniej dwóch fazach rozbudowy (pierwszej za panowania Juby II), ostateczny kształt tego głównego placu miejskiego nadano w III wieku[9], z układem typowym dla miast rzymskich: wzniesionego w najwyższym punkcie okolicy, w otoczeniu łuku triumfalnego, kapitolu i bazyliki[10].

Poza tym do najważniejszych i najciekawszych ruin budowli starożytnego Volubilis należą:
- kapitol – najważniejsze w mieście sanktuarium Trójcy Kapitolińskiej (pomimo prostej konstrukcji z portykowym dziedzińcem i niedużym pomieszczeniem świątynnym); według zachowanej inskrypcji datowane na rok 217 n.e., czyli na okres przebudowy miasta przez cesarzy z dynastii Sewerów; przybudówkę stanowią niewielkie termy;
- bazylika – sąsiednie, wyniosłe ruiny wielonawowej budowli służącej do sprawowania sądów, z przylegającym mniejszym budynkiem sądowym (kurią) i placem z portykiem (być może używanym do celów handlowych); najlepiej zachowała się poprzedzona szerokimi schodami ściana z arkadami ujętych półkolumnami;
- łuk triumfalny – wzniesiony na cześć seweriańskiego cesarza Karakalli, zdobiony frontowymi korynckimi kolumnami i medalionami przedstawiającymi cesarza i jego matkę Julię Domnę, z zachowaną okolicznościową inskrypcją; obiekt pierwotnie zwieńczony rzeźbą cesarza na sześciokonnym rydwanie z brązu oraz posągami nimf w niszach fasady nad basenami z wodą;
- fontanna – położona w pewnej odległości od łuku, pośrodku głównej ulicy (decumanus maximus);
- termy Galiena – główne łaźnie publiczne, odnowione w III w., ze szczątkowo zachowanym wystrojem mozaikowym;
- termy północne – wielkie łaźnie opodal fontanny, usytuowane pomiędzy lewym ciągiem rezydencji prywatnych wzdłuż decumanus;
- pałac Gordianów – pozostałości głównego budynku administracyjnego w pobliżu Bramy Tangerskiej – rezydencji zarządcy prowincji (prokuratora), z własną łaźnią i dziedzińcami z basenami, zrujnowanego przez Arabów wskutek rabunku materiału budowlanego w XVIII w.;
- świątynia Saturna (tzw. świątynia B) – położona za strumieniem i poza obszarem głównych wykopalisk, duża budowla, wcześniej należąca do bóstwa punickiego, gdzie odnaleziono liczne dary wotywne;
- akwedukt – odcinek kanału wodociągowego po prawej stronie głównej ulicy.

Najwspanialsze miejskie rezydencje prywatne (o umownych nazwach nadawanych im najczęściej od znalezionych mozaik) rozciągają się wzdłuż decumanus maximus, poza łukiem triumfalnym, w obrębie tzw. dzielnicy północno-wschodniej:
- Dom Atlety (Akrobaty) – najbliższy forum, ozdobiony mozaiką przedstawiającą hippicznego akrobatę (desultor); obok przylegający do niego Dom Psa;
- Dom Efeba – po przeciwnej (lewej) stronie łuku Karakalli, z obszernym perystylem; nazwę nadano od znalezionego brązowego posągu chłopca uwieńczonego bluszczem; najlepsza mozaika w jadalni (cenaculum) przedstawia Bachusa na rydwanie zaprzężonym w pantery;
- Dom Kolumn – sąsiedni budynek, bez mozaikowego wystroju, za to z zachowanym wielkim basenem impluvium; nazwa pochodzi od ozdobnie tordowanych trzonów kolumn perystylu;
- Dom Rycerza (Jeźdźca) – przylegający dom z częściowo zachowaną mozaiką wyobrażającą znalezienie Ariadny przez Dionizosa;
- Dom Prac Herkulesa – na początku następnego kwartału tej dzielnicy, z posadzkową mozaiką przedstawiającą prace mitycznego herosa, ukazującą je w konwencji prowincjonalnego artyzmu; jego cechą architektoniczną  jest okazała sala biesiadna (oecus) przy perystylu oraz szereg odrębnych pomieszczeń usługowych zajmujących fasadę budynku od strony głównej arterii;
- Dom Dionizosa (Czterech Pór Roku) – sąsiedni, w którym część mieszkalna nietypowo połączona jest z tylnym skrzydłem mieszczącym warsztaty i magazyny; dekorowany uważaną za najlepszą z tutejszych (i najlepiej zachowaną) mozaiką obrazującą Dionizosa z personifikacjami czterech pór roku;
- Dom Nimf – sąsiadujący z poprzednim, z nieco uszkodzoną mozaiką wyobrażającą nimfy w kąpieli;
- Dom Dzikich Bestii – przylegający do kompleksu pałacu Gordiana dom z gorzej zachowaną mozaiką o tematyce animalistycznej (zwierzyna płowa, byki, inne zwierzęta);

Po przeciwnej (prawej) stronie głównej ulicy, usytuowane nieco w głębi, do ciekawszych obiektów należą:
- Dom Orszaku Wenus – rozległa rezydencja (domus) z centralnym dziedzińcem otoczonym pomieszczeniami recepcyjnymi o posadzkach zdobionych mozaikami z II/III w. n.e., wyobrażającymi: wyścig rydwanów zaprzężonych w ptaki, Bachusa w otoczeniu pór roku, Dianę w kąpieli zaskoczoną przez Akteona, uprowadzenie Hylasa przez nimfy; dom najwidoczniej należący do najzamożniejszych w mieście, co potwierdzają znalezione w nim brązowe popiersia Katona (rzymskie) i Juby II (hellenistyczne);
- Dom Nereid – położony opodal, nazwany od nimf widocznych na mozaikowej dekoracji posadzki (także z II/III wieku);
- Dom Orfeusza – najpewniej kupiecka rezydencja położona w peryferyjnej dzielnicy południowej, z wielkim atrium dekorowanym mozaiką z rydwanem Amfitryty i z tablinum zdobionym mozaiką przedstawiającą mit o Orfeuszu

oraz położone za tą budowlą
- zabudowania olejarni – z przykładem odnowionej w 1990 r. tłoczni (prasy) oliwy, gdzie zrekonstruowano antyczny mechanizm  urządzenia.